# Habenaria petromedusa
Habenaria petromedusa là một loài thực vật có hoa trong họ Lan. Loài này được Webb mô tả khoa học đầu tiên năm 1849.